# История Саксонии

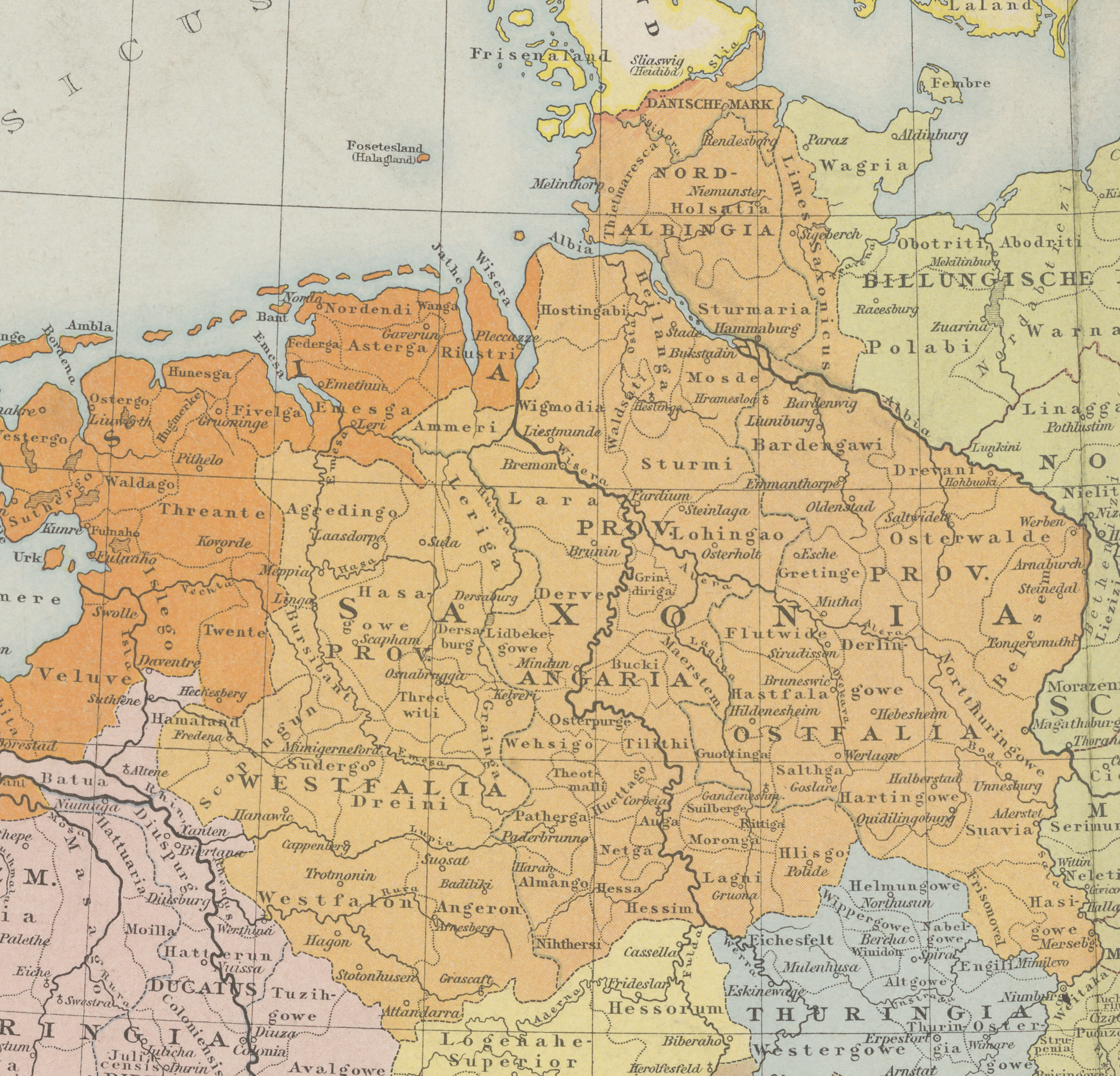
Саксония в XI веке

История Саксонии — исторический обзор событий, произошедших на территории Саксонии, находящейся в современной Германии (ФРГ) и Польше.

## Средние века

После Саксонских войн 772—804 годов с Карлом Великим область саксов была включена в состав государства франков. По Верденскому договору 843 года она досталась Людовику Немецкому, а в 851 году объединилась в одно герцогство под властью герцога Людольфа.
Его сыну Оттону Светлейшему (880—912) удалось значительно распространить свои владения на восток и юг. В это время герцогство Саксония на западе граничило с Лотарингией почти у самого Рейна, на севере достигало Немецкого и Балтийского морей, на юге — Франконии и Тюрингии, которая одно время входила в состав владений Оттона Светлейшего. Эта территория в то время называлась Мейссенской маркой.
Оттон достиг весьма большого значения в Германии; сын его Генрих Птицелов был избран в 919 году германским королём. С тех пор в течение столетия королевская, потом императорская корона Германии принадлежала Саксонской династии.
Оттон I в 960 году дал Саксонию в лен графу Герману Биллунгу, который основал в Саксонии свою династию. Он был верным вассалом императора; удачными войнами с вендами он расширил на востоке границы своего герцогства, но его заэльбские завоевания были потеряны при его сыне, Бернгарде I.
В эпоху салических императоров герцоги из дома Биллунга явились вождями оппозиции против императорской власти. Перенос императорами Генрихом III и Генрихом IV своей резиденции в Саксонию, в город Гослар, и постройка в Гарцских горах ряда крепостей легло на население Саксонии новым бременем и вызвало раздражение против императоров. Сильное восстание саксов 1073—1075 годов было с трудом подавлено императором, но и после этого Рудольф Швабский и другие противники императора находили свою главную опору в Саксонии.
Когда в 1106 году угасла династия Биллунга, Генрих V пожаловал Саксонию в лен графу Лотарю Супплинбургскому. Когда в 1125 году Лотарь был избран германским королём, саксонское герцогство он передал своему зятю, герцогу баварскому Генриху Гордому.
Новый король Конрад III не признал этого пожалования и выгнал Генриха Гордого в 1138 году из Саксонии, а последнюю пожаловал Альбрехту Медведю. Генрих Гордый сумел отнять её обратно; после его смерти в 1139 году Саксонию получил по Франкфуртскому миру 1142 года его сын Генрих Лев.
Генрих Лев присоединил к своим владениям Голштинию, Мекленбург и часть Померании. Он основывал города и епископства и содействовал поднятию культуры. Борьба его с императорами окончилась тем, что Фридрих Барбаросса разбил его и принудил к покорности в 1180 году. Большая часть его владений была отнята и принадлежавшие ему земли признаны имперскими. За ним остались только Брауншвейг и Люнебург, а второму сыну Альбрехта Медведя, Бернгарду Асканийскому, отдано было то, что тогда называлось герцогством Саксонским, то есть небольшие владения по правому берегу Нижней и Средней Эльбы.
Новое герцогство Саксония играло в Германии второстепенную роль, которая ещё уменьшилась, когда после смерти второго герцога из Асканийского дома, Альбрехта I (1212—1260), его сыновья разделили между собой и без того незначительные владения: старшему, Иоганну, достались владения по нижнему течению Эльбы, получившие название герцогства Саксен-Лауэнбург, а младшему, Альбрехту II (1260—1298) — владения по среднему течению Эльбы, герцогство Саксен-Виттенберг (южная часть нынешней прусской провинции Саксония).

## Курфюршество Саксония (1356—1806)

После распада Саксонии на мелкие герцогства между ними началась борьба за титул курфюрста, дающий право избирать императора. В конце концов эту борьбу выиграло небольшое герцогство Саксен-Виттенберг. В 1356 году его владетель Рудольф I из рода Асканиев получил от императора Карла IV титул курфюрста, а само герцогство право именоваться курфюршеством. Династия Асканиев угасла в 1422 году после смерти Альбрехта III.
Фридрих I, маркграф Мейсена из династии Веттинов, был главным союзником императора Сигизмунда во время его войн с гуситами. В награду за это в 1423 году император пожаловал Фридриху герцогство Саксен-Виттенберг и титул курфюрста Саксонии. С этого времени новое владение Фридриха, вместе с его прежними владениями в Мейсене, стало называться Саксонией (сначала Верхней Саксонией).
К 1485 году Саксония Веттинов стала одной из сильнейших территориально-политических единиц в Священной Римской империи. Кроме Саксен-Виттенберга и мейсенских владений курфюршество включало в себя ещё и Тюрингию и некоторые другие земли. Однако ещё сыновья первого курфюрста Саксонии Фридрих II и Вильгельм в 1446—1451 годы вели между собой вооруженную борьбу из-за доставшегося им от родственников тюрингского наследства. В 1485 году его внуки Эрнст и Альбрехтом разделили между собой веттинские владения (Лейпцигский раздел). Этот раздел оказался тяжелой ошибкой, приведшей к ослаблению Саксонии и не позволившей ей впоследствии играть первые роли в истории Германии.

### Саксония в периодРеформациииТридцатилетней войны
Курфюрст Фридрих III Мудрый (1486—1525) не был открытым сторонником Лютера, но беспрепятственно допускал распространение его учения в Саксонии, а после его осуждения на Вормсском сейме предоставил ему убежище в Вартбурге. Брат и соправитель Фридриха Иоганн Твёрдый (1525—1532), став курфюрстом, уже открыто занял протестантскую сторону, а Саксония в 1531 году стала (вместе с Гессеном) во главе оборонительного союза против религиозной политики императора Карла V.
В 1546 году император Карл V окончательно решился на войну с протестантизмом, и произошёл первый крупный вооружённый конфликт между католиками и протестантами (Шмалькальденская война). За поддержку императора в этой войне саксонский герцог Мориц стал курфюрстом, и по Виттенбергской капитуляции его владения значительно увеличились за счет владений Эрнестинской линии.
Во время Тридцатилетней войны, пока саксонский курфюрст Иоганн-Георг I стоял на стороне императора, военных действий на территории Саксонии не было. Однако в 1631 году Иоганн-Георг перешел на сторону шведского короля. Через четыре года, после поражения Густава-Адольфа, курфюрст вновь перешел на сторону императора, заключив с ним в Праге мирный договор.
За время Тридцатилетней войны население Саксонии уменьшилось в два раза.

## Королевство Саксония (1806—1918)

В 1806 году французский император Наполеон объявил курфюрста Фридриха Августа III королём Саксонии Фридрихом Августом I, в результате чего Саксония сделалась королевством.
Иоганн-Георг III (1680—1691) положил основание постоянному войску и принимал участие в войнах императора против турок (в 1683 году содействовал освобождению Вены от турецкой осады).
После краткого правления Иоганна-Георга IV (1691—1694) курфюрстом стал его брат, Фридрих-Август I Сильный (1694—1733). При нём Дрезден сделался одной из самых блестящих столиц Германии, с роскошными дворцами, садами, театрами, собраниями произведений искусств. Нужда в деньгах заставила курфюрста в 1697 году продать Брауншвейгу за 1 100 000 гульденов права на Саксен-Лауэнбург, династия которого угасла ещё в 1689 году. Из тщеславия курфюрст в 1697 году (после смерти Яна Собеского) добился польской короны, для чего перешел в католицизм и истратил громадные деньги на подкуп членов сейма. В 1717 году перешел в католицизм и кронпринц, а затем и вся династия стала католической. С 1697 до 1763 года Саксония была соединена личной унией с Польшей. Это принесло Саксонии значительный вред. Переход в католицизм лишил саксонских курфюрстов главенства среди протестантских князей. Саксония была вовлечена в ненужную для неё Северную войну, обошедшуюся стране очень дорого; в 1706 году шведский король Карл XII совершил разорительное нашествие на Саксонию.
Война за польское наследство 1733 года также была ведена не в интересах Саксонии, а исключительно с целью доставить польский трон сыну Фридриха-Августа I, Фридриху-Августу II (1733—1763; как король польский, он называется Августом III). В войне за австрийское наследство Саксония стояла сперва на стороне Франции и Пруссии, но во Второй Силезской войне она присоединилась к Австрии, за что поплатилась поражениями при Штригау и Кессельдорфе и контрибуцией в 1 миллион талеров (по дрезденскому миру, 1745 года).
После войны за австрийское наследство Саксония находилась в дружеских отношениях с Францией, Россией и Австрией, заключившими союз против Пруссии. Поэтому Фридрих II в 1756 году начал военные действия вторжением в Саксонию, которая сделалась главным театром Семилетней войны (1756—1763). В битве близ Пирны (в самом начале войны) саксонская армия была разбита наголову, и Фридрих получил возможность смотреть на Саксонию почти как на покоренную страну. Война обошлась ей очень дорого; её потери исчисляются в 90 000 человек и более чем в 100 миллионов талеров; промышленность и торговля, едва оправившиеся после 30-летней войны, вновь пришли в упадок.
Со смертью Фридриха-Августа II распался неестественный союз Саксонии с Польшей. За двухмесячным правлением его сына, курфюрста Фридриха-Христиана (умер в декабре 1763 года), последовало продолжительное правление его внука Фридриха-Августа III (1763—1827). Положение правительства было тяжелое; сумма государственных долгов превышала 40 миллионов талеров, доходы не достигали 2 ½ миллионов; страна была разорена. Но выгодное положение страны среди богатых рудами гор способствовало развитию обрабатывающей промышленности, которая и шла вперед, лишь только политические обстоятельства это позволяли. После Семилетней войны правительство приняло все меры к тому, чтобы восстановить потерянное во время войны. Разработка рудников, металлургическая промышленность, производство фарфора и фаянса (первая фарфоровая фабрика основана в Саксонии ещё в 1710 году) были поставлены на широкую ногу. Поднято было также земледелие и скотоводство, в особенности овцеводство (выписка испанских мериносов). Правительство заботилось также о развитии народного образования (основание Горной академии во Фрейберге) и улучшении судопроизводства (отмена пытки, 1770). Это улучшило и положение финансов. В 1785 году Саксония вступила в Союз Князей.
В 1793—1796 годах она принимала участие в войне с Французской Республикой, но в 1796 году заключила с Францией договор, в силу которого обязалась сохранять нейтралитет. В 1806 году курфюрст послал против Наполеона корпус в 22 000 человек, который принимал участие в проигранной битве при Иене и потерял 6000 пленными (помимо убитых и раненых); своё участие в войне Саксония должна была искупить тяжелой военной контрибуцией в 25 миллионов франков.
По Познанскому миру (1806) Фридрих-Август получил королевский титул, но должен был приступить к Рейнскому союзу и выставить в 1807 году против Пруссии и России 20 000 корпус, который сражался под Данцигом и Фридландом. По Тильзитскому миру 1807 года Саксония уступила новосозданному Вестфальскому королевству Маннсфельд, Кверфурт и некоторые другие владения, но получила от Пруссии округ Коттбус; сверх того, король Фридрих-Август был сделан Великим герцогом Варшавским, но управление обеими государствами осталось совершенно разделённым.
Континентальная система покровительствовала развитию саксонской промышленности, что в значительной степени искупало ущерб, наносимый войнами, по крайней мере до разорения 1813 года. В 1812 году саксонские войска образовали особый корпус великой армии Наполеона I; из 21 000 человек этого корпуса возвратились на родину не более 6000 человек. В 1813 году король не пожелал изменить Наполеону, хотя патриотическое возбуждение распространилось и на Саксонию; при Лейпциге часть войска самовольно перешла на сторону противников. После битвы король был взят в плен союзниками; Саксония оказалась завоёванной страной, русский генерал князь Репнин был назначен её генерал-губернатором; через год его место занял прусский министр фон дер Рекк.
Заново организованная саксонская армия (28 000 человек) под начальством герцога Веймарского приняла участие в походе 1814 года; с Саксонии была взята контрибуция в 2 миллиона талеров. Пруссия предъявила притязания на всю Саксонию; их поддерживала Россия, но отвергали остальные великие державы. После долгих переговоров, не раз грозивших войной, решено было разделить Саксонию. Фридрих-Август 18 мая 1815 года подписал договор, по которому Саксония уступила Пруссии Нижнюю Лузацию, части Верхней Лузации, Мейссенского и Лейпцигского округов (Вейссенфельс, Цейц), Виттенберг, Коттбус, Мерзебург, Наумбург, сохранявшиеся за Саксонией владения в Тюрингии, всего ок. 20 000 км², с 850 000 жителей. За Саксонией осталось менее половины прежней территории — 15 000 км², но зато особенно густонаселённых — с 1 200 000 жителей; Фридрих-Август сохранил королевский титул, но потерял Варшавское великое герцогство.
Произвольный раздел давно связанных между собою земель вызвал сильное недовольство в народе. В армии Блюхера один полк саксонских гренадер не хотел допустить разделения его на два отряда, по принадлежности солдат к разным государствам, и возмутился. Возмущение было подавлено, и виновные расстреляны. 8 июня 1815 года Саксония официально присоединилась к Германскому Союзу. Король и граф Эйнзидель, стоявший во главе управления с 1813 до 1830 годы, старались залечить тяжкие раны, нанесенные войной, но решительно противились всем серьёзным реформам. Главное их внимание было направлено на народное образование (основание медицинской академии в Дрездене, лесной академии в Тарандте, военной академии в Дрездене) и финансы.
Брат и наследник Фридриха-Августа, Антон (1827—1836), намеревался сначала продолжать политику своего предшественника. В 1830 году празднование трехсотлетнего юбилея аугсбургского исповедания дало повод сперва к беспорядкам, потом к настоящим волнениям в Лейпциге, Дрездене и Хемнице; в Дрездене народ сжёг здание полиции. Испуганный король дал отставку Эйнзиделю, заменил его умеренным либералом Линденау, назначил соправителем своего племянника, принца Фридриха-Августа, и торжественно обещал конституцию. Проект последней был предложен на обсуждение созванных с этой целью земских чинов, которыми и принят после продолжительного обсуждения в 1831 году. Таким образом, саксонская конституция не имела характера конституции октроированной. Созданный ею ландтаг созывался не менее одного раза в 3 года и состоял из двух палат (верхняя палата — чрезвычайно сложного состава; некоторые члены заседали в ней по праву рождения, другие — по назначению короля, третьи — в силу привилегированного избрания; преимущественным влиянием на состав палаты пользовалась корона, нижняя палата — из 20 представителей рыцарства, 25 депутатов от городов, 5 представителей торгового сословия, 25 крестьянского); дано было обязательство не допускать основания в Саксонии новых монастырей и не дозволять пребывания иезуитов и других духовных орденов.
В 1832 году было значительно расширено городское самоуправление. В 1833—1834 годах созван в первый раз новый ландтаг, который немедленно приступил к серьёзным реформам, в особенности в сфере юстиции и администрации. Присоединение Саксонии к Германскому таможенному союзу в 1834 году дало такой толчок промышленности и торговле Саксонии, который превзошел самые оптимистические расчеты; скоро явилась надобность в улучшении путей сообщения, которое и началось с постройки Дрезден-Лейпцигской железной дороги в 1839 году, а затем целой сети железных дорог.
При Фридрихе-Августе II (1836—1854) ландтаг 1836—1837 годов продолжал реформаторскую деятельность (новое уголовное уложение, регламент королевского дома, закон о предании суду министров, закон о сельских общинах). В 1843 году король решился заменить либерала Линденау крайним реакционером Кённерицем и направить политику в другое русло. Печать подверглась значительному стеснению; начались политические аресты; в ландтаге правительство выступило против либеральной оппозиции. В стране распространилось сильное раздражение, в Лейпциге произошли беспорядки (1845).
Неурожаи следующих лет усилили недовольство. Февральская революция в Париже вызвала брожение, особенно сильное в Лейпциге: либеральные гласные думы (Бидерман и др.) при участии революционеров (Роберт Блюм) составили адрес королю с требованием отставки министерства Кённерица и реформ. Подобные адресы были составлены и в других местах; начались уличные манифестации. Король уступил и 16 марта сформировал либеральное министерство, во главе которого стал вождь либеральной оппозиции в ландтаге Александр Браун. Наиболее влиятельны если не в ландтаге, избранном раньше и по старому закону, то в стране были, однако, не династические либералы, а радикалы, стремившиеся к объединению Германии в одну республику и к широким социальным реформам. Это доказали дополнительные выборы в ландтаг, ещё более — выборы во франкфуртский парламент и бунты среди крестьян, ткачей и горнорабочих. Ландтаг открылся в мае 1848 года и поспешно принял предложенные либеральным правительством законы о печати и о собраниях, а также избирательный закон, устанавливавший прямое всеобщее голосование для нижней палаты и голосование, основанное на довольно высоком имущественном цензе, для верхней. Выборы, произведённые в начале 1849 года, дали полное торжество крайним элементам, вследствие чего министерство предпочло подать в отставку (24 февраля 1849 года); его место заняло смешанное министерство Гельда, а затем (2 мая) реакционное министерство Цшинского, душой которого был Бейст; ландтаг ещё раньше был распущен.
3 мая в Дрездене вспыхнуло восстание; король бежал; образовалось временное правительство с бывшими депутатами Тширнером, Гейбнером и Тодтом во главе; военными действиями революционеров руководил Михаил Бакунин. 9 мая восстание было подавлено при помощи прусских войск; началась реакция. Избирательный закон 1848 года отменен королевским декретом, суд присяжных и закон о собраниях и сообществах — также; печать поставлена под строжайший полицейский контроль. 26 мая 1849 года Саксония заключила с Пруссией и Ганновером «союз трех королей» для восстановления порядка в Германии, но скоро вышла из него и 27 февраля 1850 года заключила «союз 4 королей» с Ганновером, Баварией и Вюртембергом. Целью обоих союзов была борьба с революцией, но первый из них предоставлял в этом деле первую роль Пруссии, второй был направлен против неё.
Вообще с 1850 до 1866 год вся политика Саксонии, направляемая Бейстом (в 1853 году, после смерти Цшинского, ставшего президентом министерства), была дружественной Австрии. Фридриху-Августу II наследовал его брат Иоганн (1854—1873). Либеральное течение, возникшее в 1859 году, заставило Бейста и короля изменить политику, по крайней мере отчасти. В 1861 году был проведен новый избирательный закон, понижавший ценз и уменьшавший преобладание землевладения в ландтаге; в 1865 году дана амнистия осужденным в 1849 году.
В 1866 году Саксония примкнула к Австрии. Прусские войска заняли Саксонию; саксонская армия отступила в Богемию и вместе с австрийцами была разбита при Гичине и Кёниггреце. Пруссия сначала хотела присоединить к себе Саксонию, но удовлетворилась её вступлением в Северогерманский Союз, отказом от военной самостоятельности, объединением почтового и телеграфного управления и 10 миллионов талеров контрибуции. Бейст по окончании войны подал в отставку; но общий характер управления остался прежний. К королю стали поступать адресы с требованием всеобщего голосования, правительство ограничилось законом 1868 года, устранявшим сословный характер выборов в нижнюю палату. В 1867 году была отменена смертная казнь (восстановленная общегерманским уложением о наказаниях 1871 года), введены суды присяжных и шеффенов.
В 1870—1871 годах Саксонский корпус под командой наследного принца Альберта принял участие в походе против Франции; в 1871 году Саксония вошла в состав Германской империи. После упорной борьбы между палатами расширено городское общинное самоуправление, проведен новый либеральный закон о школах, установлен прогрессивный подоходный налог, железные дороги выкуплены в собственность государства.
В 1873 году на престол Саксонии вступил сын Иоганна, Альберт. В 1876 году председателем министерства сделался Фабрице. С тех пор Саксония пошла впереди германской реакции; полиция нигде не отличалась таким произволом, как в Саксонии, печать нигде легче не подвергалась судебным преследованиям, ниоткуда (в Германии) не высылали легче иностранцев.
В 1895 г. социал-демократы внесли в ландтаг требование всеобщего прямого избирательного права, но ландтаг подавляющим большинством голосов отверг это требование, а в 1896 г. принял новый реакционный избирательный закон, введший в Саксонии трёхклассную избирательную систему, подобную прусской. С этого времени главным содержанием внутренней истории Саксонского королевства сделалась борьба за всеобщее избирательное право.

## Свободное Государство Саксония (1919—1933)

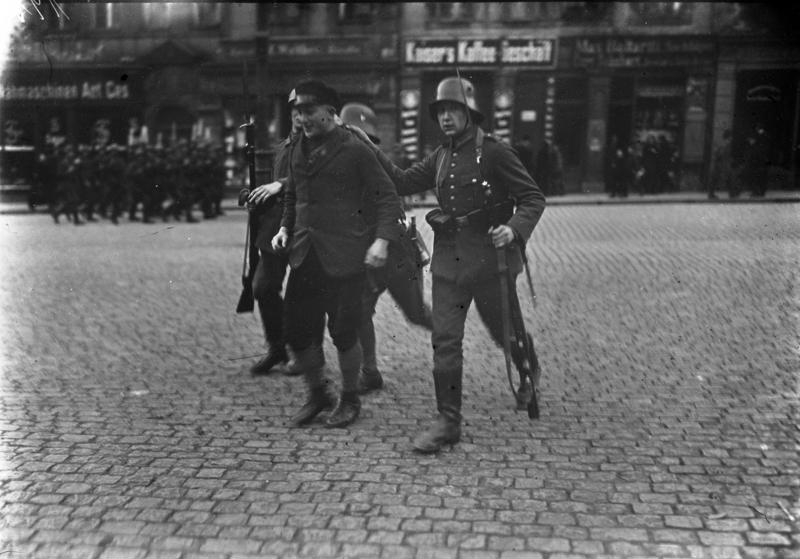
Солдаты рейхсвера участвуют в подавлении рабочих волнений в Саксонии, октябрь 1923 год.

После отречения последнего Короля Саксонии, 27 декабря 1918 года состоявшееся Земельное собрание рабочих и солдатских советов (Landesversammlung der Arbeiter- und Soldatenräte), избравший Центральный рабочий и солдатский совет Саксонии (Zentralen Arbeiter- und Soldatenrates für Sachsen) и Совет Народных Уполномоченных (Rat der Volksbeauftragten), 2 февраля 1919 года была избрана Саксонская народная палата (Sächsischen Volkskammer), 14 марта она образовала в качестве исполнительного органа Саксонское общее министерство (Sächsische Gesamtministerium), 11 ноября 1920 года — приняла «Конституцию Земли Саксония» (Verfassung des Freistaates Sachsen), согласно которой законодательным органом Саксонский Ландтаг (Sächsischer Landtag), избираемый народом по пропорциональной системе сроком на 4 года, исполнительным органом — Саксонское общее министерство, состоящее из премьер-министра и министров, избиравшийся Саксонским Ландтагом.

## Земля Саксония (1933—1952)
В 1933 году Саксонский Ландтаг был упразднён, его полномочия были переданы Имперском наместнику, в 1945 году — Земельной администрации Саксонии (Landesverwaltung Sachsen), в 1946 году был восстановлен Саксонский Ландтаг, в октябре того же года в него прошли выборы, 12 декабря — он избрал правительство в качестве исполнительного органа, 28 февраля 1947 года принял конституцию. В 1952 году была разделена на округа Лейпциг, Дрезден, Хемниц.

## Свободное Государство Саксония (с 1990)
22 июля 1990 года округа Лейпциг, Дрезден и Хемниц были вновь объединены в Саксонию. 14 октября 1990 года был избран новый состав Саксонского Ландтага, 8 ноября 1990 года он избрал Саксонское Государственное Правительство (Sächsische Staatsregierung) в качестве исполнительного органа, 27 мая 1992 года принял конституцию.